# Salandra
Salandra é uma comuna italiana da região da Basilicata, província de Matera, com cerca de 3.190 habitantes. Estende-se por uma área de 77 km², tendo uma densidade populacional de 40 hab/km². Faz fronteira com Ferrandina, Garaguso, Grassano, Grottole, San Mauro Forte.

## Demografia
| Variação demográfica do município entre 1861 e 2011                               |
|                                                                                   |
| Fonte: Istituto Nazionale di Statistica (ISTAT) - Elaboração gráfica da Wikipedia |